# Belgique aux Jeux olympiques de 1920
La Belgique a été l'hôte des Jeux olympiques d'été de 1920 à Anvers. Les compétiteurs belges y ont remporté 36 médailles ce qui leur a permis de se situer en cinquième position au rang des nations. Meilleur classement obtenu par ce pays aux Jeux olympiques, à ce jour. La belle moisson effectuée par les athlètes belges est fondée en grande partie sur leur performance au tir à l’arc. Les archers belges ont en effet remporté 14 médailles dont 8 en or.

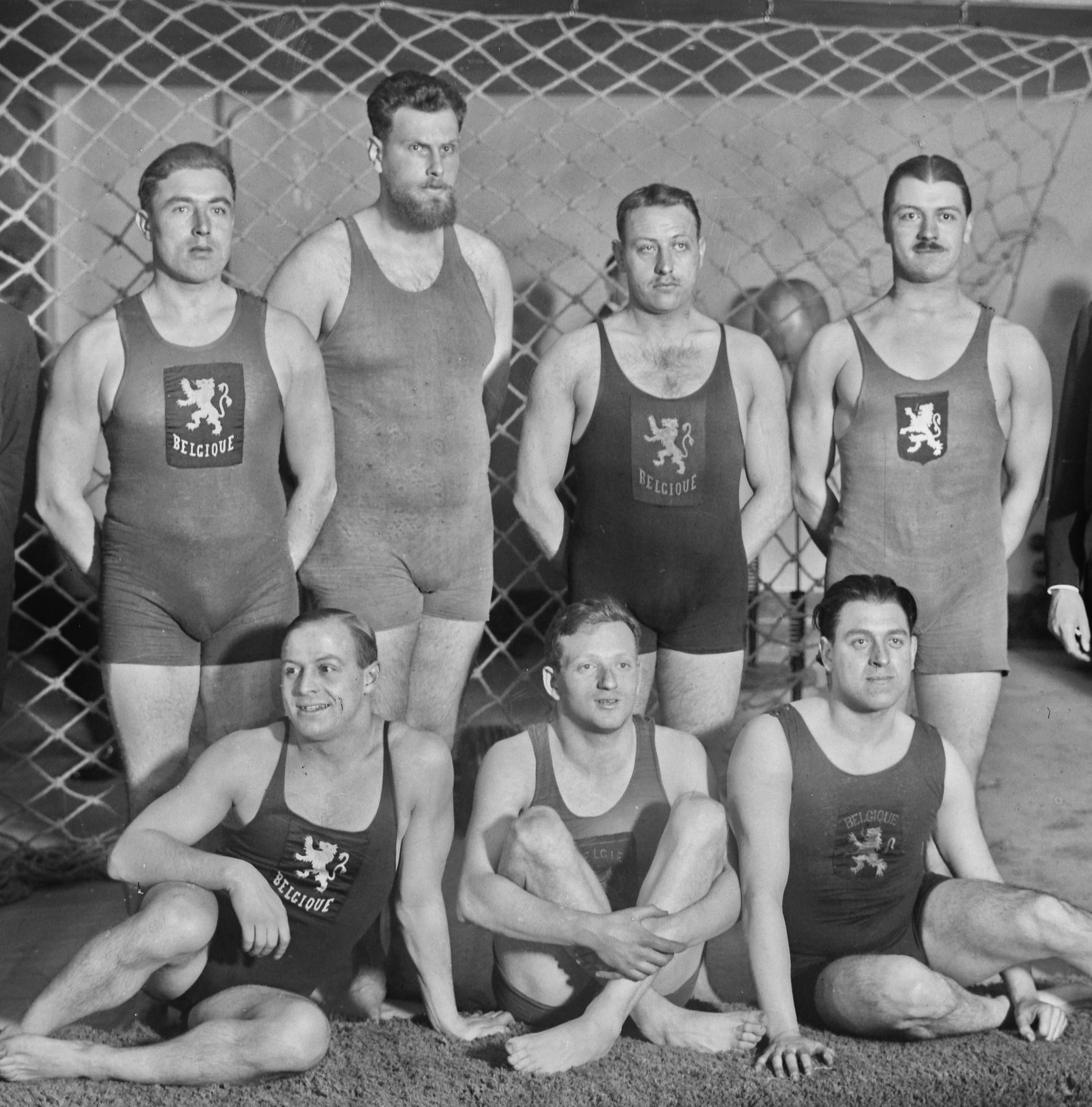
L'équipe de water-polo belge, médaillée d'argent.

## Bilan global
| Sport            | Médaille d'or, Jeux olympiques | Médaille d'argent, Jeux olympiques | Médaille de bronze, Jeux olympiques | Total |
| Tir à l’arc      | 8                              | 4                                  | 2                                   | 14    |
| Équitation       | 2                              | 1                                  | 2                                   | 5     |
| Haltérophilie    | 1                              | 1                                  | 1                                   | 3     |
| Voile            | 1                              | 1                                  | 1                                   | 3     |
| Cyclisme         | 1                              | 0                                  | 1                                   | 2     |
| Football         | 1                              | 0                                  | 0                                   | 1     |
| Gymnastique      | 0                              | 1                                  | 1                                   | 2     |
| Escrime          | 0                              | 1                                  | 0                                   | 1     |
| Tir              | 0                              | 1                                  | 0                                   | 1     |
| Water-polo       | 0                              | 1                                  | 0                                   | 1     |
| Hockey sur gazon | 0                              | 0                                  | 1                                   | 1     |
| Natation         | 0                              | 0                                  | 1                                   | 1     |
| Tir à la corde   | 0                              | 0                                  | 1                                   | 1     |
|                  | 14                             | 11                                 | 11                                  | 36    |

## Liste des médaillés belges

### Médailles d'or
| Sport                                      | Discipline | Sportifs |
| Médailles d’or 14                          | |          |
| Cyclisme                                   | |          |
| 50 kilomètres                              | Henry George |          |
| Équitation                                 | |          |
| Voltige individuel                         | Daniel Bouckaert |          |
| Voltige par équipes                        | Daniel Bouckaert, Louis Finet, Van Ranst |          |
| Football                                   | |          |
| Equipe                                     | Félix Balyu, Désiré Bastin, Mathieu Bragard Robert Coppée, Jean De Bie, André Fierens Émile Hanse, Georges Hebdin, Louis Van Hege Henri Larnoe, Joseph Musch, Fernand Nisot Armand Swartenbroeks, Oscar Verbeeck Entraîneur : Raoul Daufresne\| |          |
| Haltérophilie                              | |          |
| poids plumes (-60 kg)                      | Frans de Haes |          |
| Tir à l’arc                                | |          |
| Tir à la perche grands oiseaux             | Edmond Cloetens |          |
| Tir à la perche par équipes grands oiseaux | Edmond Cloetens, Louis Van de Perck, Firmin Flamand Edmond Van Moer, Joseph Hermans, Auguste Van de Verre |          |
| Tir à la perche petits oiseaux             | Edmond Van Moer |          |
| Tir à la perche par équipes petits oiseaux | Edmond Cloetens, Louis Van de Perck, Firmin Flamand Edmond Van Moer, Joseph Hermans, Auguste Van de Verre |          |
| Tir au berceau 50m par équipes             | Alphonse Allaert, Hubert Van Innis, Edmond De Knibber Louis Delcon, Jérôme de Mayer, Pierre Van Thielt Louis Fierens, Louis Van Beeck |          |
| Tir au berceau, 33m                        | Hubert Van Innis |          |
| Tir au berceau 33m par équipes             | Alphonse Allaert, Hubert Van Innis, Edmond De Knibber Louis Delcon, Jérôme de Mayer, Pierre Van Thielt Louis Fierens, Louis Van Beeck |          |
| Tir au berceau, 28m                        | Hubert Van Innis |          |
| Voile                                      | |          |
| 6 mètres, classe 1907                      | Emile Cornellie, Florimond Cornellie, Frédéric Bruynseels |          |

### Médailles d'argent
| Sport                               | Discipline | Sportifs |
| Médailles d’argent 11               | |          |
| Équitation                          | |          |
| Saut d’obstacles par équipes        | Henri Laame, André Coumans Hermann de Gaiffier d'Hestroy, Herman d'Oultremont |          |
| Escrime                             | |          |
| Épée par équipes                    | Paul Anspach, Joseph De Craecker, Félix Goblet d’Alviella Fernand de Montigny, Ernets Gevers, Léon Tom Victor Boin, Maurice de Wee, Philippe le Hardy de Beaulieu |          |
| Gymnastique                         | |          |
| Concours général par équipes hommes | Eugène Auwerkeren, Théophile Bauer, Francois Claessens Auguste Cootmans, François Gibens, Albert Haepers Domien Jacob, Félicien Kempeneers, Jules Labéeu Hubert Lafortune, Auguste Landrieu, Charles Lannie Constant Loriot, Ferdinand Minnaert, Nicolaas Moerloos Louis Stoop, Jean Van Guysse, Alphonse Van Mele François Verboven, Jean Verboven, Julien Verdonck Joseph Verstraeten, Georges Vivex, Julianus Wagemans |          |
| Haltérophilie                       | |          |
| Poids légers, 60 - 67.5 kg          | Louis Williquet |          |
| Tir                                 | |          |
| Tir aux pigeons par équipes         | Albert Bosquet, Joseph Cogels, Émile Dupont Edouard Fesinger, Henri Quersin, Louis Van Tilt |          |
| Tir à l’arc                         | |          |
| Tir à la perche grands oiseaux      | Louis Van de Perck |          |
| Tir à la perche petits oiseaux      | Louis Van de Perck |          |
| Tir au berceau, 50m                 | Hubert Van Innis |          |
| Tir au berceau 28m par équipes      | Hubert Van Innis, Alphonse Allaert, Edmond De Knibber Louis Delcon, Jérôme de Mayer, Pierre Van Thielt Louis Fierens, Louis Van Beeck |          |
| Voile                               | |          |
| 6 mètres, classe 1919               | Léon Huybrechts, Charles van den Bussche, John Klotz |          |
| Water-polo                          | |          |
| Équipe                              | Albert Durant, Gérard Blitz, Maurice Blitz Joseph Pletincx, Paul Gailly, Pierre Nijs René Bauwens, Pierre Dewin |          |

### Médailles de bronze
| Sport                              | Discipline | Sportifs |
| Médailles de bronze 11             | |          |
| Cyclisme                           | |          |
| Course par équipes                 | Albert Wyckmans, Albert De Bunné, Jean Janssens |          |
| Équitation                         | |          |
| Voltige individuel                 | Louis Finet |          |
| Concours complet par équipes       | Roger Moeremans d'Emaüs, Oswald Lints Jules Bonvalet, Jacques Misonne |          |
| Gymnastique                        | |          |
| Système suédois par équipes hommes | Paul Arets, Léon Bronckaert, Léopold Clabots Jean-Baptiste Claessens, Léon Darrien, Lucien Dehoux Ernest Deleu, Émile Duboisson, Ernest Dureuil Joseph Fiems, Marcel Hansen, Louis Henin Omer Hoffman, Félix Logiest, Charles Maerschalck René Paenhuijsen, Arnold Pierret, René Pinchart Gaspard Pirotte, Augustien Pluys, Léopold Son Édouard Taeymans, Pierre Thiriar, Henri Verhavert |          |
| Haltérophilie                      | |          |
| Poids Légers 60 - 67.5 kg          | Florimond Rooms |          |
| Hockey sur gazon                   | |          |
| Equipe                             | André Becquet, Pierre Chibert, Raoul Daufresne de La Chevalerie Fernand de Montigny, Charles Delelienne, Louis Diercxsens Robert Gevers, Adolphe Goemaere, Charles Gniette Raymond Keppens, René Strauwen, Pierre Valcke Maurice van den Bemden, Jean van Nerom |          |
| Natation                           | |          |
| 100 m dos                          | Gérard Blitz |          |
| Tir à l’arc                        | |          |
| Tir à la perche grands oiseaux     | Firmin Flamand |          |
| Tir à la perche petits oiseaux     | Joseph Hermans |          |
| Tir à la corde                     | |          |
| Équipe                             | Édouard Bourguignon, Alphonse Ducatillon, Rémy Maertens Christin Piek, Charles Van den Broeck, François Van Hoorenbeek Gustave Wuyts, Henri Pintens |          |
| Voile                              | |          |
| 8 mètres, classe 1919              | Albert Grisar, Willy de l'Arbre, Léopold Standaert Henri Weewauters, Georges Hellebuyck |          |